# Журавський Федір Степанович
Журавський Федір Степанович (*близько 1660, Київ — †після 1742, Київ) — український співак, уставник Придворного імператорського хору. Вихованець Києво-Могилянської академії.

## Біографія
Закінчив Києво-Могилянську академію, де одержав і музичну освіту. Співав у хорі КМА.
З 1685 — співак придворної капели царівни Марії Олексіївни в Москві, а з 1689 — царя Петра І. Близько 1718 — півчий хору царівни Марії Іванівни в Санкт-Петербурзі.
1718 звинувачений у змові проти Петра І і засуджений до страти, яка замінена довічною каторгою. 1721–1730 перебував на каторжних роботах у Ревелі (тепер місто Таллінн, Естонія).
1731–1741 — співак, потім уставник Придворного імператорського хору в Санкт-Петербурзі.
1741–1742 — чернець Московського Донського Богородицького монастиря. 1742 повернувся до Києва, де був регентом капели Києво-Печерської Лаври.